# Raoued
Raoued ou Raouad (arabe : رواد  [ræwɛːd]) est une ville tunisienne située dans la banlieue nord de Tunis (vingtaine de kilomètres du centre-ville).
Rattachée au gouvernorat de l'Ariana, elle donne son nom à une délégation et à une municipalité comptant 94 691 habitants en 2014 et qui comprend, outre la ville de Raoued, d'autres localités (Jaafer, Enkhilet, El Medina El Fadhila, El Ghazala et Sidi Amor Bou Khtioua).
Raoued est surtout connue pour sa longue plage située entre La Marsa et Kalâat el-Andalous.
En décembre 2007, la Gulf Finance House annonce la création, dans la zone de Raoued-Nord, d'un port financier qui promet d'être le premier centre financier offshore d'Afrique du Nord. Il s'étendra sur une superficie totale de 450 hectares et nécessiterait un investissement de trois milliards de dollars avec des travaux qui aurait dû s'achever en 2010. Ce projet consiste en la construction de deux buildings susceptibles d'accueillir les grands centres financiers offshore, une marina, un complexe commercial et résidentiel et une zone destinée au sport.